# 德意志国铁路01型蒸汽机车
德意志国铁路01型蒸汽机车是合并后的德意志国铁路所制造的第一种制式蒸汽机车，用于牵引旅客快车。01型机车在战后编为01型，当然BR01是更加广为人知的名字。该机车轮式为4-6-2型，另一种表达方式是2'C'1，或者2-3-1型。德国铁路制造这种标准化机车的目的是出于减少维修费用——比如柏林来的机车坏在了德累斯顿，就可以在当地就地取材，用同型机车的部件修理机破的车辆，而不必从柏林运输有关的零部件，从而省下可观的运费。

## 历史
针对标准蒸汽机车计划，德国的两大主要蒸汽机车生产商Borsig与AEG同汉寿尔、霍亨索伦、克虏伯等厂商一道做了大量相关工作。在他们提出的方案中，就有双汽缸的01型和它们的姐妹车型——4汽缸的02型。为了在这两者中择优投产，铁路部门进行了高强度的试验行车外加长时间的激烈争论。最终，双引擎型号胜出，它在保养简便性方面更胜一筹，但动力和经济性均逊于4汽缸型号。
最早入役的一辆BR01型蒸汽机车的编号是01 008号而不是合乎逻辑的01 001号。这辆机车历经风雨并保留到了今天，现在，它是Bochum-Dahlhausen 铁路博物馆的藏品。01型的批量生产比预计的有所延迟，这是因为在20年代能够承受20吨轴重的铁路线很少而且当时缺少直径足够长的转台（蒸汽机换向必备）。直到30年代初，01型才成为德国铁路的快速客运主力。而即使在当时，01型20吨的轴重依然很成问题，它们只能在柏林到安哈尔特、汉诺威和汉堡的路线上行驶。到1938年，共有231辆01型机车在铁路上使用。1937年到1942年之间，又有十辆02型机车改装双汽缸，从而成为01型（01 111, 01 233–241）。为了在更广泛的路线上使用，轴重减至18吨、同样使用双汽缸设计的的03型机车也被制造出来，并制造了共298辆。1939年，3汽缸的01.10型也入役使用。

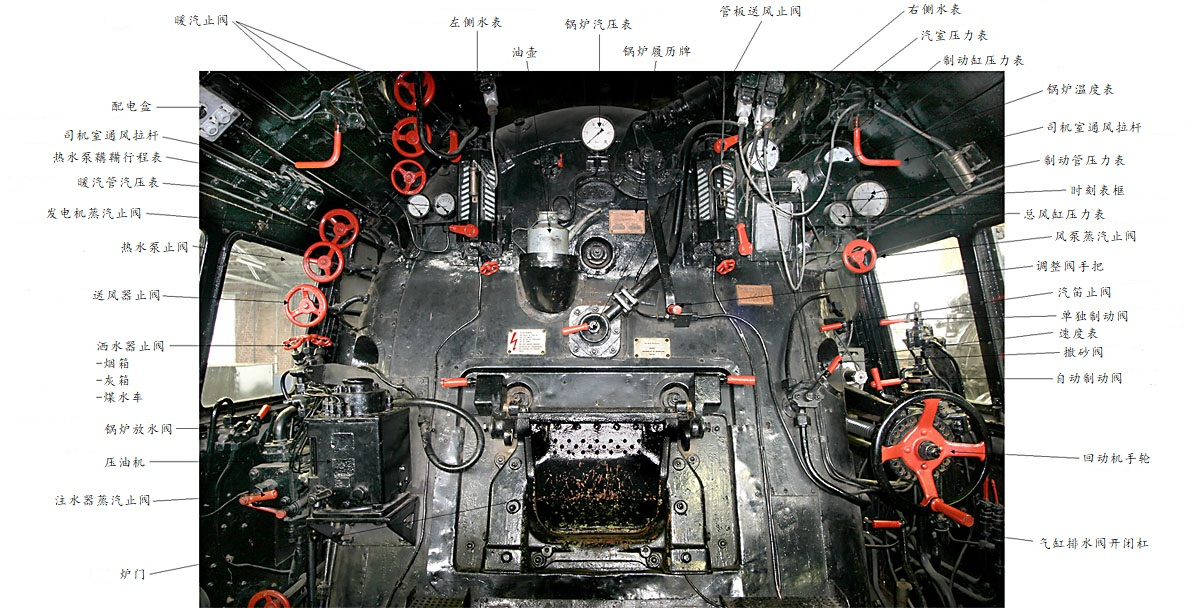
01型驾驶室

最初该型机车的最高时速为120千米，而后又增加到130千米，这是通过将动轮直径从850mm扩大到1000mm并改造刹车机构而达到的。在01 077号之后，机车的给气给水泵位于瓦格纳式折烟器后面的锅炉烟箱的凹进处。这种设计使得泵很难发挥作用，于是后来泵又被安置在了机车的中部。战后，德国联邦铁路 將折烟器改为更小的维特型，而东德铁路则没有对相关设计进行大的改动。因此，该型机车使用在后期并不见有多大的外形改动。
从第三批（01 077 ）起，机车锅炉换装了更长的烟管和短一些的燃烧室。最初两辆01型机车的头灯是汽灯，自010号之后改为电灯，后来的一些车还装有第三个头灯。
01型蒸汽机车使用T30、T32、T34三种4轴煤水车。这三种型号标出的是煤水车的载水量，即30、32和34立方米水。这些煤水车可以运载10吨块状煤以为机车的燃料。T30型煤水车装备在早期生产的01型机车上，装水最少，但也最短，适于当时比较小的转台。从第二批（01 012 ）起，使用的是T32型煤水车。而焊接的T34煤水车，则多是从其他机车上移植来的（比如崭新的44型）。不过载水量最大的T34型煤水车也是01型使用最多的一种，在战争时期和战后都是如此。
01型蒸汽机车在战后的德国联邦铁路一直服役到1973年，而在东德铁路上直到80年代初还能看到，而且还都是最初的大烟板型。东德铁路使用01型牵引柏林到德累斯顿的D-Zug 列车，到1977年才被苏制132型内燃机车取代。而到这时，01型已然服役了50多年。

## 改造

### 1950-1957年（联邦铁路）
1950到1951年德国联邦铁路（DB）对01 042、 01 046、 01 112、01 154 、01 192这几辆机车进行了改造。汉寿尔工厂为这些机车加装了Heinl型混合预热器以及涡轮给水泵，还换装了小烟板。这五辆机车中的四辆一直服役到了1968年。

### 1957-1961年
从1957年起，德国联邦铁路又改装了50辆01型机车。这些机车换装了焊接结构的高效能锅炉，换装了新的预热器，并将滑动轴承换成了滚珠轴承。这次改装后的01型机车外形同之前有了很大变化，汽缸罩外形改变，烟囱更短，车头形状亦不同。

### 东德01.5型

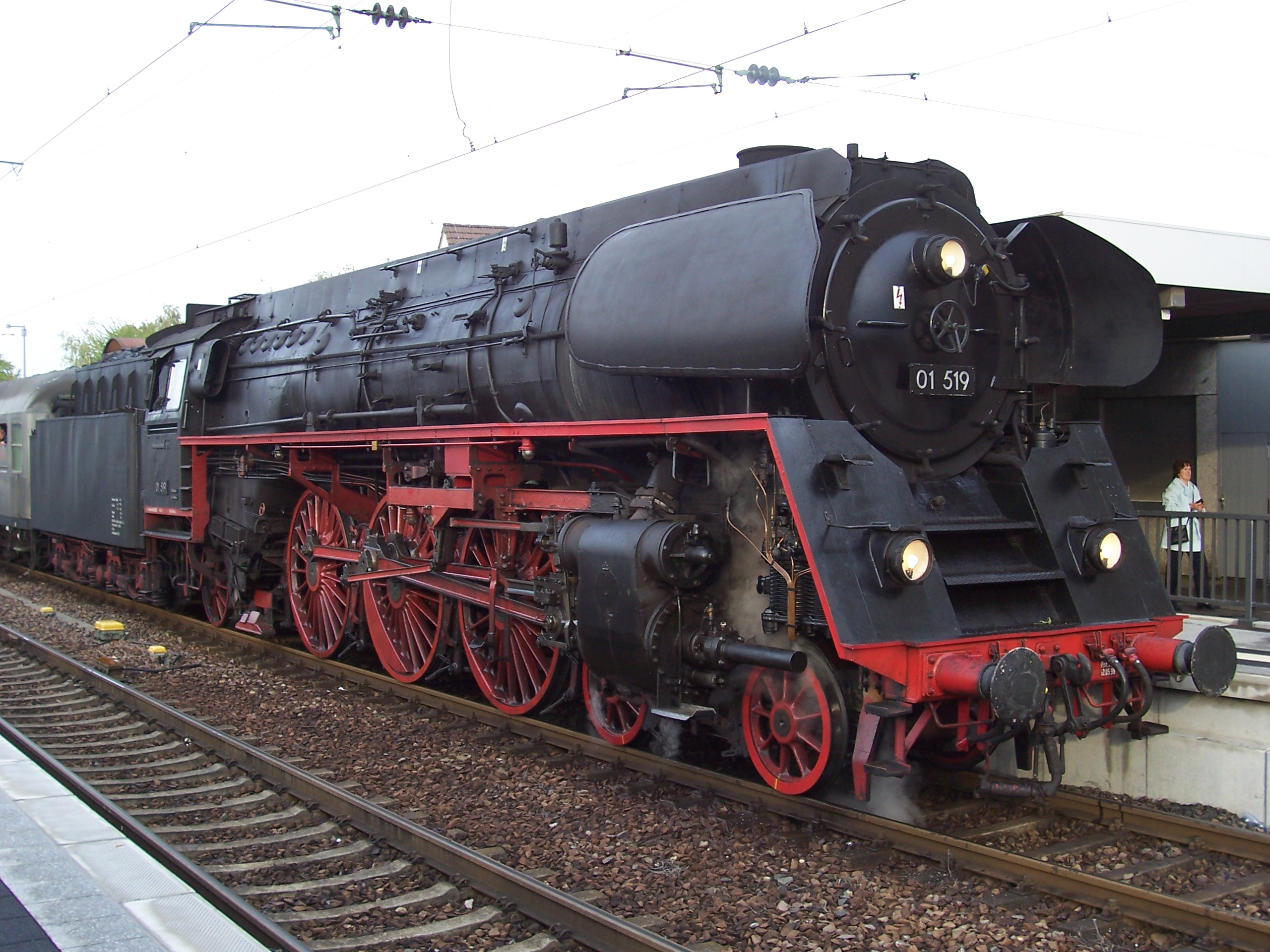
01 519

1962年，东德铁路也改造了35辆01型机车。这些机车试用了更强劲的刹车机构，使用有坡型上沿的烟板并更新了驾驶室和锅炉。

## 保存状况

### 动态保存
- 01 118号，1934年造，曾在东德使用。
- 01 066号，1928年造。
- 01 202号，1975年退役后经过改装有重新运行。
- 01 116号，1934年造，现在的编号是*01 533号。

### 静态保存
- 01 005号，德累斯顿铁路博物馆
- 01 008号，Bochum-Dahlhausen 铁路博物馆，这是第一辆01型机车。
- 01 111号，德国蒸汽机车博物馆
- 01 137号，德国联邦铁路博物馆
- 01 150号，德国联邦铁路博物馆
- 01 164号，德国蒸汽机车博物馆
- 01 173号，私人拥有，被柏林科技馆租用
- 01 204号，私人拥有
- 01 220号，在 Treuchtlingen被作为纪念碑
- 01 509号
- 01 514号
- 01 519号
- 01 531号，纽伦堡交通博物馆

## 在其他媒介出现

### 模型
BR01型蒸汽机车是经典的模型题材，欧洲各铁路模型厂商都制作过各种材质的BR01型蒸汽机车，HO比例（1：87）的最多。这些模型中既有最初型号的，也有改装后的。

### 游戏
06年的游戏《席德梅尔的铁路》中有这款机车，不过在游戏中01型机车不仅缺少一些必要的细节而且居然把煤水车也丢掉了。
在TRS2009（Trainz Railroad Simulator2009）中，BR01型机车终于被游戏收录，在此之前一直是第三方插件。